# Nimrod Hilliard
Nimrod Andrew Hilliard IV (Madison (Wisconsin); 12 de febrero de 1993) es un jugador profesional estadounidense de baloncesto, que mide 1,83 metros y actualmente juega en la posición de base para el AEK Larnaca de la Primera División de Chipre.

### Universidad
Es un base con formación universitaria que jugó una temporada en South Dakota Coyotes (2011-12), una temporada en Jacksonville College (2012-13), una temporada en los Lamar Cardinals (2013-14) y la última temporada como universitario jugaría para los North Carolina Central Eagles (2014-15).

### Profesional
Tras no ser elegido en el draft de la NBA de 2015, el 29 de julio de 2015 se marcharía a Dinamarca para jugar en las filas del Horsens IC de la Basket Ligaen. En las filas del conjunto danés disputa 33 partidos en los que promedia 15,52 puntos por encuentro.
En la siguiente temporada, se marcharía a Alemania para jugar en las filas del Crailsheim Merlins de la ProA (Basketball Bundesliga), la segunda categoría del baloncesto alemán, promediando 9,72 puntos por encuentro en 32 partidos.
Desde 2017 a 2019, jugaría en las filas del Borås Basket de la Svenska basketligan, un total de 55 partidos.
En la temporada 2019-20, juega en las filas del Bakken Bears, con el que disputa 11 partidos de la Basket Ligaen danesa, en la que promedia 11,7 puntos y 4,7 asistencias por partido. Además, disputaría otros 11 partidos de la FIBA Eurocup en los que promedia 12,45 puntos de media.
El 3 de agosto de 2020, regresa al Crailsheim Merlins de la Basketball Bundesliga, club en el que había jugado tres temporadas antes.